# Horace Gwynne
Horace Gwynne (Toronto, 5 ottobre 1912 – Toronto, 16 aprile 2001) è stato un pugile canadese.
Ha vinto la medaglia d'oro olimpica nel pugilato alle Olimpiadi 1932 tenutesi a Los Angeles, in particolare nella categoria pesi gallo.